# FIVE (RIP SLYMEのアルバム)
『FIVE』（ファイヴ）は、RIP SLYMEの1枚目のオリジナルアルバム。2001年7月25日に ワーナーミュージック・ジャパンから発売された。

## 概要
RIP SLYMEのメジャーデビュー後初となるアルバム。
オリコンチャート最高位は6位だが、後に発売された「One」でのブレイクなどもあり、登場週数は『TOKYO CLASSIC』に次ぐ30週を記録している。また、『TIME TO GO』発売時にも相乗効果で再チャートインを果たしている。
収録曲に合作やゲスト曲が多いのが特徴で、計4曲収録されている。
ジャケットのメンバーが天才バカボン風にアレンジされたイラストは赤塚不二夫のスタジオであるフジオプロダクションが担当した。これは、「STEPPER'S DELIGHT」「雑念エンタテインメント」に続き3作目である。
初回プレス分のみ、ジャケットステッカー封入。
ちなみに、タイトルの「FIVE」とは、RIP SLYMEのメンバーの5人を指している。

## 収録曲
1. RS5 [0:42]
作曲：RIP SLYME）
インストゥルメンタル曲。
2. STEPPER'S DELIGHT [4:27]
作詞：RYO-Z,ILMARI,PES and SU　作曲：DJ FUMIYA
デビューシングル。
3. FRESH [4:09]
作詞：RYO-Z,ILMARI,PES,SU　作曲：DJ FUMIYA
後に発売されるシングル「One」にリミックスバージョンの「Re-fresh (Fresh-non Remix:dj non) 」が収録されている。
4. 運命共同体 [5:11]
作詞：RYO-Z,ILMARI,PES,SU　作曲：DJ FUMIYA）
ベストアルバム『グッジョブ!CHRISTMAS EDITION』に収録されている。
5. ジャッジメント （feat.BLACK BOTTOM BRASS BAND&KYON） [4:58]
作詞・作曲：PHILEMON HOU、HARRY ELSTON
BLACK BOTTOM BRASS BANDとKYONが参加している。
6. Bushman [4:04]
作詞：RYO-Z,ILMARI,PES,SU　作曲：DJ FUMIYA
7. 光る音 （feat.YO-KING） [4:23]
作詞：RYO-Z,ILMARI,PES,SU,YO-KING　作曲：DJ FUMIYA
真心ブラザーズのYO-KINGとの合作。
8. Talk to me [3:46]
作詞：RYO-Z,ILMARI,PES,SU　作曲：DJ FUMIYA
声優の増山江威子が天才バカボンのバカボンのママ役で参加している。
9. 雑念エンタテインメント [4:18]
作詞：RYO-Z,ILMARI,PES,SU　作曲：DJ FUMIYA
2ndシングル。
10. BLOSSOM [4:36]
作詞：RYO-Z,ILMARI,PES,SU　作曲：DJ FUMIYA
2ndシングルのc/w。
11. （I Could Have） Danced All Night [4:02]
作詞：RYO-Z,ILMARI,SU　作曲：DJ FUMIYA
PESは不参加。
12. Freak Show （feat.MELLOW YELLOW） [5:26]
作詞：RYO-Z,ILMARI,PES,SU,KOHEI,KIN、作曲：PES
彼らの先輩でもあるMELLOW YELLOWとの合作。
13. R-E-M [4:45]
作曲：RIP SLYME
インストゥルメンタル曲。
14. マタ逢ウ日マデ [4:46]
作詞：RYO-Z,ILMARI,PES and SU　作曲：Tomoyuki Tanaka and DJ FUMIYA
インディーズ最後のシングル。